# (11881) Mirstation
(11881) Mirstation (1990 QO6) – planetoida z pasa głównego asteroid okrążająca Słońce w ciągu 4,33 lat w średniej odległości 2,66 j.a. Odkryta 20 sierpnia 1990 roku.